# Список богомолів Лівану
У фауні Лівану відомо 10 видів богомолів. Ліван, незважаючи на невеликий розмір території, має високе різноманіття біотопів, що забезпечується гірським рельєфом з приморськими та внутрішніми долинами. Попри вкрай різноманітну рослинність (до 1,1 % світової флори), різноманіття богомолів невелике й складає всього 7 % видів Близького Сходу. Але чимало регіонів країни лишаються недослідженими через важкодоступність та нестачу власних ентомологів, тому ймовірно виявлення й нових видів для фауни Лівану.

## Список видів
| Наукова назва, автор, рік опису           | Таксономія            | Статус МСОП | Зображення        | Зауваження щодо поширення |
| Blepharopsis mendica (Fabricius, 1775)    | Родина емпузові       | —           |                   |                           |
| Iris oratoria Linnaeus, 1758              | Родина Eremiaphilidae | -           |                   |                           |
| Mantis religiosa Linnaeus, 1758           | Родина богомолові     | -           | [[File:\|150 px]] |                           |
| Geomantis larvoides Pantel, 1896          | Родина Rivetinidae    | —           |                   |                           |
| Rivetina caucasica Ramme, 1951            | Родина Rivetinidae    | —           |                   |                           |
| Rivetina syriaca syriaca (Saussure, 1869) | Родина Rivetinidae    | —           |                   |                           |
| Ameles kervilley Bolívar, 1911            | Родина Amelidae       | —           |                   |                           |
| Eremiaphila fraseri Uvarov, 1921          | Родина Eremiaphilidae | —           |                   |                           |
| Eremiaphila typhon Lefebvre, 1835         | Родина Eremiaphilidae | —           |                   |                           |